# Minuzzolo (film)
Minuzzolo (The Red Pony) è un film del 1949 diretto da Lewis Milestone, scritto da John Steinbeck. Da notare la musica di Aaron Copland adattata poi in una suite e registrata direttamente dall'autore con la Orchestra sinfonica di Houston (per il film) e con la Philharmonia Orchestra (in disco Columbia Records).
Il film è stato poi distribuito in VHS con il titolo Minuzzolo - Il cavallino rosso ed in DVD con il titolo Il cavallino rosso.
Non è in alcun modo correlato con l'omonimo romanzo di Carlo Collodi.

## Trama
Fred Tiflin, proprietario di un ranch nella Salinas Valley in California, regala al figlio Tom, in età scolare, un cavallino fulvo. Nel ranch abita, in qualità di addetto ai cavalli, anche il riservato Billy Buck, ed il piccolo Tom si avvale della sua notoria esperienza con questi quadrupedi per chiedergli consigli su come vada allevato, in che modo abituarlo all'essere umano, e simili. Billy, seguendo le inclinazioni del ragazzino - contento di avere un cavallo tutto suo - pone lo stesso Tom in carica per l'addestramento.
La famiglia Tiflin è solo apparentemente felice. Alice, la moglie di Fred, è spesse volte contrariata dall'atteggiamento di suo marito verso il padre di lei, che vive insieme a loro: il nonno di Tom, infatti, è uso raccontare – in modo quasi monomaniacale e senile - le sue avventure di quando era giovane, ed il West era ancora popolato di indiani; e Fred ritiene che tali storie, specie quando ripetute a non finire, siano fastidiose e fuori luogo – mentre Tom è evidentemente appassionato da esse. Fred, inoltre, originario di un'altra località californiana, si sente come straniero a Salinas Valley, e addirittura un poco alienato dagli altri membri della sua famiglia. Il figlio stesso ha maggior fiducia nell'esperienza di Billy coi cavalli piuttosto che in quella del suo stesso padre. Fred fa ritorno temporaneamente al suo paese natale.
Ma la piena fiducia che Tom nutre nei confronti di Billy si incrina quando il cavallino – al quale il ragazzo aveva insegnato ad aprire la porta della stalla -, in un giorno di violenta tempesta si avventura all'aperto, e si ammala. Tom si mette in testa che l'incidente sia dovuto ad una disattenzione di Billy. Quando il puledro, all'aggravarsi della sua condizione, muore, Tom accusa apertamente Billy di averlo lasciato morire. Billy se ne risente, ma promette al ragazzo di regalargli il puledro che la sua cavalla Rosie avrebbe partorito di lì a poco.
Tom, scontroso ed ostinato, inizialmente rifiuta l'offerta; Billy, altrettanto ostinato, è deciso ad ottemperare alla sua promessa riguadagnandosi in tal modo la fiducia del ragazzo, anche a costo di dover uccidere la giumenta – il cui parto appare essere estremamente travagliato – pur di estrarre vivo ed in salute il puledrino. Quando Tom si rende conto della decisione di Billy, si erge a difensore della cavalla Rosie, e non vuole sia eliminata.
Fred intanto è tornato a casa e si è riappacificato con la famiglia, ed anche il nonno ha riconosciuto le proprie manchevolezze. Una notte, giunge il momento del parto per Rosie. Tutti gli abitanti del ranch sono mobilitati, e quando entrano nella stalla per assistere a quello che si prospettava essere un pericoloso sgravamento, vedono il puledrino neonato barcollare accanto alla madre, entrambi in ottima salute.